# Lisa Oldenhof
Lisa Oldenhof (n. 26 martie 1980, Perth, Australia de Vest, Australia) este o caiacistă ce a reprezentat Australia, medaliată olimpică. A participat la 2 ediții ale Jocurilor Olimpice (2004, 2008) în care a câștigat o medalie de bronz.